# Aurelio Turcotti
Aurelio Turcotti (Varallo, 1808 – Torino, 2 luglio 1885) è stato un politico italiano.

## Biografia
Ecclesiastico e poi eretico, fu Deputato del Regno di Sardegna per quattro legislature, eletto nel collegio di Varallo.